# Neobisium aelleni
Neobisium aelleni är en spindeldjursart som beskrevs av Max Vachon 1976. Neobisium aelleni ingår i släktet Neobisium och familjen helplåtklokrypare. Inga underarter finns listade i Catalogue of Life.